# Јуниверсити (округ Хилсборо, Флорида)
Јуниверсити (енгл. University, Hillsborough County) насељено је место без административног статуса у америчкој савезној држави Флорида.

## Демографија
По попису из 2010. године број становника је 41.163, што је 10.427 (33,9%) становника више него 2000. године.
| Група             | 2000.          | 2010.          |
| Белци             | 12.488 (40,6%) | 13.814 (33,6%) |
| Афроамериканци    | 10.469 (34,1%) | 13.518 (32,8%) |
| Азијати           | 1.111 (3,6%)   | 1.547 (3,8%)   |
| Хиспаноамериканци | 5.935 (19,3%)  | 11.983 (29,1%) |
| Укупно            | 30.736         | 41.163         |